# 地板下的小矮人
《地板下的小矮人》，臺譯是英國小說家瑪麗·諾頓所寫的奇幻小說，故事是描寫要靠著向人類借物的小人的冒險物語。於1952年发行第1部，截至1982年共发行了5部。

## 系列作品
英文版
- The Borrowers（1952）
- The Borrowers Afield（1955）
- The Borrowers Afloat（1959）
- The Borrowers Aloft（1961）
- The Borrowers Avenged（1982）

台灣中文版（台灣角川代理，楊佳蓉譯）
- 借物者系列 1 借物少女艾莉緹 （2010年11月20日，ISBN 9789862379097）
- 借物者系列 2 離鄉背井的艾莉緹 （2010年12月24日，ISBN 9789862379677）
- 借物者系列 3 流離失所的艾莉緹 （2011年3月29日，ISBN 9789862870259）
- 借物者系列 4 遨翔天際的艾莉緹 （2011年11月22日，ISBN 9789862874080）
- 借物者系列 5 化險為夷的艾莉緹 （2012年1月31日）

## 改編作品
真人
- 地板下的小矮人 (1973年電影)（英语：The Borrowers (1973 film)） — 1973年的電影。
- 地板下的小矮人 (1992年電視電影)（英语：The Borrowers (TV miniseries)）—1992年的電影，由BBC製作。
- 地板下的小矮人 (1997年電影)（英语：The Borrowers (1997 film)）（英），寄居小奇兵（台），反斗神偷（港）

1997年的真人電影，導演是Peter Hewitt。
演員：
- 約翰·古德曼 — 博打（Ocious P. Potter）
- Flora Newbigin — 鍾雅莉（Arrietty Clock）
- 湯姆·費爾頓 — 鍾青豆（Peagreen Clock）
- 吉姆·布洛德班特 — 鍾豆莢（Pod Clock）
- 西莉亞·英里 — 鍾太太（Homily Clock）
- Bradley Pierce — 彼德（Pete Lender）
- 馬克·威廉斯 — 哲夫除蟲專家（Exterminator Jeff）
- Hugh Laurie — 警察（Officer Steady）
- Ruby Wax — 市政廳職員（City Hall Clerk）
- Raymond Pickard — 史培拉（Spiller）
- Aden Gillett — 彼德爸爸（Joe Lender）
- Doon Mackichan — 彼德媽媽（Victoria Lende)
- Bob Goody — 薄荷枝（Minty Branch）
- Andrew Dunford — 兔仔
- Bob Goody — 垂花
- 其他：Patrick Monkton、Dick Ward、George Yiassoumi、Show Less

大綱：
靠借一族鍾雅莉在某一天被哥斯拉（人類男孩）彼德發現，無意中得知雅莉一家所寄居的大屋是彼德的死去親戚所留下的，但因沒有遺囑而要強制搬走，大屋也即將清拆。
雅莉一家得彼德幫忙而一同搬離，但搬家期間發生意外，雅莉與弟弟青豆被留下，在兩姊弟打算自行出發至新屋時，發現遺囑是被律師博打藏起來，其後兩姊弟搶回遺囑時被博打發現，而博打聘用除蟲專家哲夫進行反擊。
在一番追逐戰後青豆因掉進牛奶瓶而被車送至牛奶工廠，在雅莉正擔心時，得室外族史培拉幫忙出發去牛奶工廠。而彼德和鍾氏夫婦發現博打的行動，也向牛奶工廠出發。
- 異想小少女（2011年）：導演湯姆哈潑，主要演員有克里斯多佛艾克斯頓、雪倫霍根、艾絲琳羅夫圖斯。[1]

動畫
- 借物少女艾莉緹（借りぐらしのアリエッティ） — 2010的日本動畫電影，吉卜力工作室製作。